# Jahnivka, Tîvriv
Jahnivka (în ucraineană Жахнівка) este localitatea de reședință a comunei Jahnivka din raionul Tîvriv, regiunea Vinnița, Ucraina.

## Demografie
Componența lingvistică a localității Jahnivka
     Ucraineană (92,91%)
     Română (3,55%)
     Rusă (2,84%)
Conform recensământului din 2001, majoritatea populației localității Jahnivka era vorbitoare de ucraineană (92,91%), existând în minoritate și vorbitori de română (3,55%) și rusă (2,84%).